# Flex (empresa)

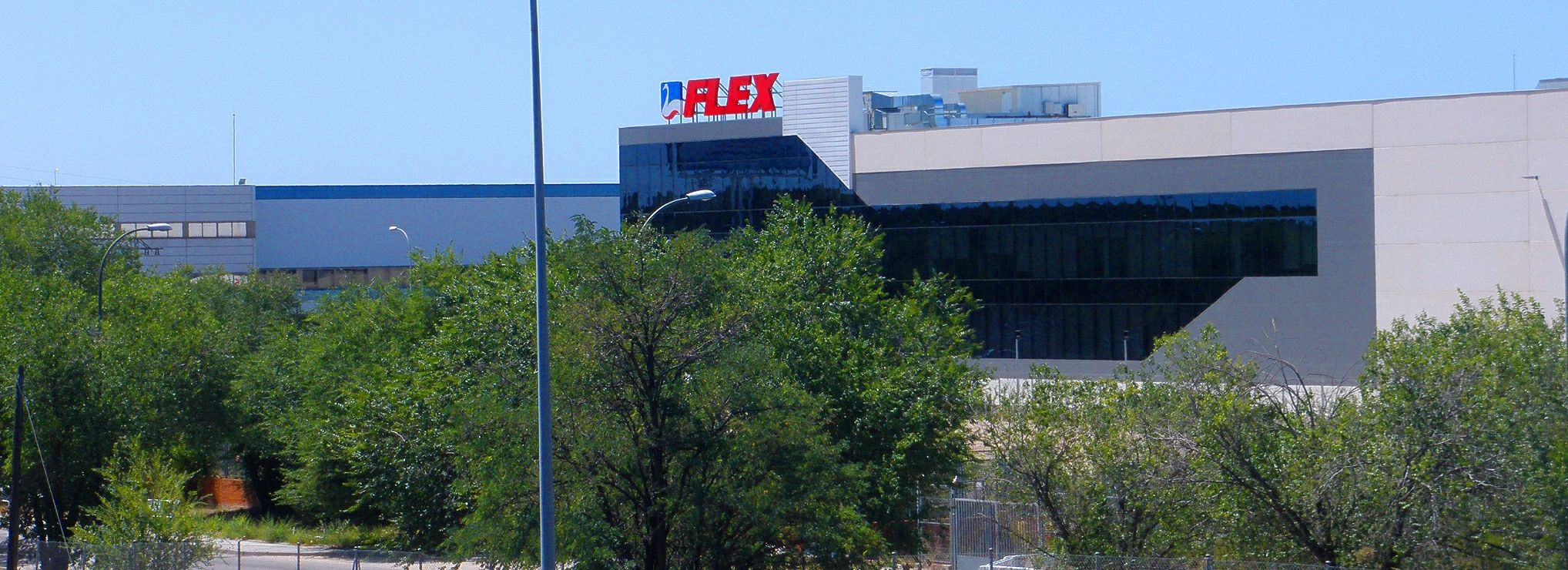
Fábrica de Flex en Getafe

Flex (denominación social: Flex Equipos de Descanso, S.A.) es un fabricante de artículos de descanso como colchones, bases, somieres, canapés y almohadas. 
La sede de la empresa está en Getafe (Madrid) España y la producción  en Santa Maria da Feira (Portugal) se constituyó el 7 de octubre de 1999. Sin embargo, su historia se remonta a hace más de un siglo, en el año 1912, cuando la familia Beteré creó un pequeño taller de reparación de somieres.

## Historia
Los orígenes del grupo Flex se sitúan en Zaragoza con la apertura de un pequeño taller de reparación de somieres llamado Numancia y regentado por su fundador Don Antonio Beteré.
En 1925 se inaugura en Zaragoza la primera fábrica de somieres metálicos. Seis años más tarde la empresa inaugura tres fábricas más en Madrid, Andújar y San Sebastián.
A partir de 1939, y tras el paréntesis de la Guerra Civil en España, la marca lanza sus primeras piezas publicitarias en prensa y radio. En 1943 se abrieron nuevas fábricas en Bilbao, Sevilla, Tenerife, Las Palmas y Barcelona.
En 1957 comienza la fabricación de colchones de muelles entretejidos a mano, que se publicitan como «Colchones como en América».
En 1982 la empresa lanza la campaña publicitaria «A los españoles se nos ha quedado la cama pequeña» y «Ayude al crecimiento de su hijo». En n 1986 se lanza la campaña «Hoy me siento Flex».

## Fábricas
Flex llegó a tener hasta 16 fábricas operativas en España, pero a partir del año 2000 llevó a cabo un proceso que resultó en reducir a dos (Madrid y Salamanca) las plantas de fabricación en España.
Sus principales actividades industriales en la península se han concentrado a su planta de producción en Oporto, Portugal. Además, la compañía adquirió nuevas marcas con plantas de fabricación en Brasil (2001), Cuba (2003) y Chile (2004), además de las adquisiciones de V-Spring en Reino Unido (2005) y E.S. Kluft & Co en Estados Unidos (2015).
Durante el año 2007, la entidad cerró su factoría situada en Agoncillo (La Rioja), donde se fabricaban los colchones de la marca Dorwin. Su actividad industrial se trasladó a las plantas de Alcalá de Guadaíra (Sevilla) y Getafe (Madrid). Ese mismo año cesó la producción en la planta de Esparraguera (Barcelona), que también trasladó su maquinaria a Madrid, aunque todavía se mantienen las actividades de almacén, venta y atención al cliente.
En el año 2011, Flex cerró su fábrica en Alcalá de Guadaíra (Sevilla) para trasladar la producción a su planta de Oporto (Portugal). En el año 2019 quiere trasladar completamente su producción a Portugal.[cita requerida]
Actualmente dispone sólo de una fábrica en España, situada en Santa Marta de Tormes (Salamanca), que actualmente se encarga de las áreas de tapizado.

## Mercado internacional
La expansión internacional de la compañía aragonesa ha ido en paralelo a la reducción de sus plantas de fabricación en territorio nacional. Actualmente Flex está presente en España, Portugal, Reino Unido, Brasil, Chile, Cuba y Estados Unidos.
Esto se ha llevado a cabo gracias a la compra de nuevas compañías, por ejemplo en el caso de Estados Unidos, en el que Flex adquirió la estadounidense E.S. Kluft & Co (fabricante de colchones de lujo) a través de su filial británica V-Spring, comprando el 51% de las acciones.

## Facturación
Flex obutvo ingresos de alrededor de 290 millones de euros en el año 2015.